# Brit Bildøen
Brit Bildøen, född 28 januari 1962 i Ålesund, är en norsk författare och lyriker. Hon är utbildad bibliotekarie och har studerat sociologi.
Bildøen växte upp på Aukra.
Hon har gått på Skrivekunstakademiet i Hordaland. Hon arbetar som författare, översättare, översättare och litterär rådgivare. Hon har tidigare varit förlagskonsulent och litteraturkritiker, bland annat för Dagbladet. Hon är medlem i Den norske forfatterforeningens litterära råd. Hon var festspelsdiktare för Dei nynorske festspela i Ørsta 2001 och festspelsdiktare för Festspelen i Bergen 2019. 
Hon debuterade som författare 1991 med diktsamlingen Bilde av menn. Bildøen slog igenom 1998 med romanen Tvillingfeber. Därefter har hon bland annat släppt  romanerna Sju dagar i august (2014), Tre vegar til havet (2018) och en bok om flyttfåglar, Over land og hav (2020)
Romanen Alt som er (2004) blev den första boken på nynorska av en kvinnlig författare som lanserades som månadens bok i Bokklubben Nye Bøker. Med romanen "Sju dagar i august" vann Bildøen P2-lyssnarnas romanpris 2014. För samma roman blev hon nominerad till Dublin Literary Award. År 2021 kom den väl mottagna översättningen av Virginia Wolfs "Till fyren".
Bildøen dramatiserade själv romanen "Sju dagar i august" för Det Norske Teatret 2017. 2019 hade musikalen "Kristin Lavransdatter" premiär på Den Nationale Scene i Bergen, med sångtexter av Bildøen.

## Priser och utmärkelser
- Sokneprest Alfred Andersson-Ryssts fond 1996
- Osloprisen 1998, för Tvillingfeber
- Nynorsk litteraturpris 1998, for Tvillingfeber
- Sigmund Skard-stipendet 2002
- Melsom-prisen 2002 för Landfastlykke
- Sunnmørspriset 2004
- Samlagspriset 2011
- P2-lyssnarnas romanpris 2014
- Nynorsk litteraturpris 2018
- Amalie Skram-prisen 2020
- Doblougska priset 2023